# Thomas Ankersmit
Thomas Ankersmit (ur. 1979 w Lejdzie) – holenderski saksofonista. Obecnie mieszka w Berlinie. Studiował w Gerrit Rietveld Academy w Amsterdamie; Hochschule der Künste w Berlinie i The School of Visual Arts w Nowym Jorku. Saksofonista, improwizator wykorzystujący w swojej muzyce zarówno analogowe syntezatory, jak i laptop. W ciągu ostatnich lat koncertował i nagrywał m.in. z Takehisa Kosugi, Alvin Lucier, Borbetomagus, Phill Niblock, Kevin Drumm, Jim O’Rourke, Taku Sugimoto, Gert-Jan Prins and Axel Dörner. Twórca instalacji prezentowanych w galeriach i muzeach w Amsterdamie, Berlinie, Kolonii, Nowym Jorku, Chicago, Los Angeles, Tokio i Osace. 

## Dyskografia
- 2005 - Thomas Ankersmit, Jim O’Rourke „Weerzin/Oscillators And Guitars”
- 2003 - Thomas Ankersmit, Kevin Drumm „s/t”
- 2001 - Thomas Ankersmit „s/t”

## Inne płyty
- 2004 - Various Artists „Intransitive Twenty-Three” - dwupłytowa składanka, na której znajduje się jeden utwór Ankersmita
- 2002 - Toshimaru Nakamura, Tetuzi Akiyama „Meeting at Off Site Vol.1” - Ankersmit gra w drugim utworze